# Bedford (Texas)
Bedford es una ciudad ubicada en el condado de Tarrant en el estado estadounidense de Texas. En el Censo de 2010 tenía una población de 46.979 habitantes y una densidad poblacional de 1.809,89 personas por km², y se ha convertido en un barrio residencial de Fort Worth.

## Geografía
Bedford se encuentra ubicada en las coordenadas 32°50′45″N 97°8′6″O / 32.84583, -97.13500. Según la Oficina del Censo de los Estados Unidos, Bedford tiene una superficie total de 25.96 km², de la cual 25.93 km² corresponden a tierra firme y (0.1%) 0.03 km² es agua. La carretera estatal 121 (SH121) atraviesa la ciudad que está situada al noreste del condado, y al norte de uno de los brazos del Rio Trinidad conocido por West Fork. El primer asentamiento de colonos europeos del que se tiene noticia tuvo lugar alrededor de 1840 por la situación estratégica del lugar entre Fort Worth y Grapevine. 

## Demografía
Según el censo de 2010, había 46.979 personas residiendo en Bedford. La densidad de población era de 1.809,89 hab./km². De los 46.979 habitantes, Bedford estaba compuesto por el 81.1% blancos, el 6.98% eran afroamericanos, el 0.56% eran amerindios, el 4.43% eran asiáticos, el 0.35% eran isleños del Pacífico, el 3.8% eran de otras razas y el 2.78% pertenecían a dos o más razas. Del total de la población el 12.52% eran hispanos o latinos de cualquier raza.

## Educación
El Distrito Escolar Independiente de Hurst-Euless-Bedford gestiona escuelas públicas.